# Grupo Puja!

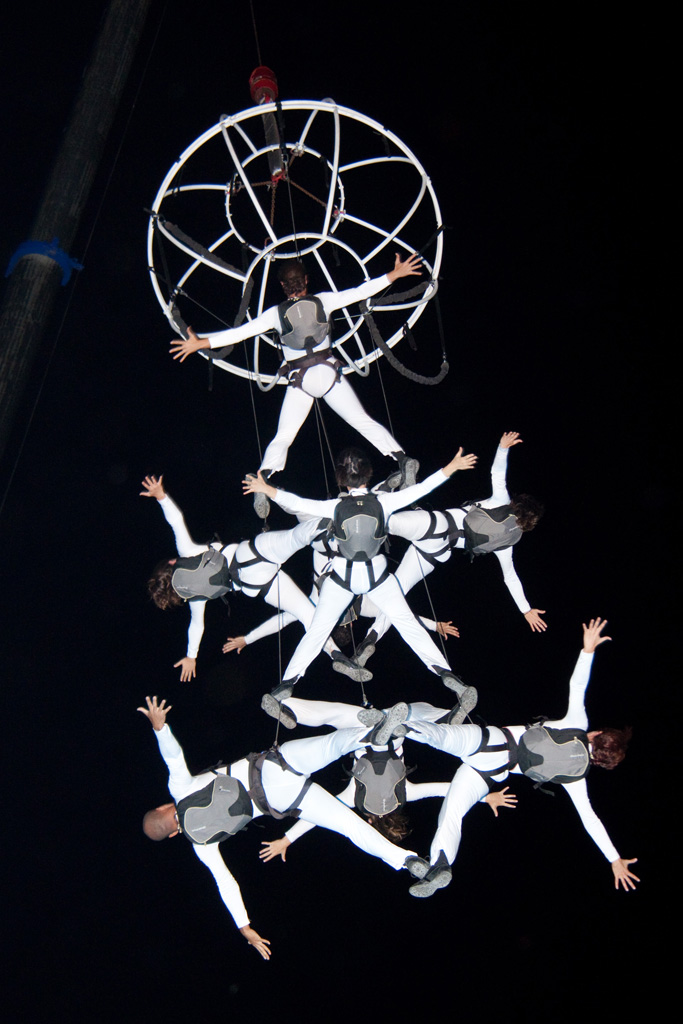
Apresentação do espetáculo K@osmos na Praça da Estação em Belo Horizonte, durante o Festival Internacional de Teatro, Palco e Rua.

Grupo Puja! é uma companhia teatral sediada na Espanha. É reconhecida mundialmente como um dos grupos mais inovadores em performances urbanas.

## História
O grupo foi criado na Argentina, em 1998. Em 2002 instalou-se na Espanha.
Em 2006 apresentaram-se durante a cerimônia de abertura do Campeonato Europeu de Atletismo, em Gotemburgo, na Suécia.
Em 2010 apresentou o espetáculo K@osmos no Brasil, na Praça da Estação em Belo Horizonte, durante o Festival Internacional de Teatro, Palco e Rua.